# Podospora curvula
Podospora curvula är en svampart som först beskrevs av de Bary ex G. Winter, och fick sitt nu gällande namn av Gustav Niessl von Mayendorf 1883. Podospora curvula ingår i släktet Podospora och familjen Lasiosphaeriaceae.   Inga underarter finns listade i Catalogue of Life.